# Euselasia fayneli
Euselasia fayneli is een vlindersoort uit de familie van de prachtvlinders (Riodinidae), onderfamilie Euselasiinae.
Euselasia fayneli werd in 2006 beschreven door Gallard.